# Maria Emmir Nogueira
Maria Emmir Oquendo Nogueira é uma escritora, pregadora e formadora católica brasileira, conhecida por ser cofundadora da Comunidade Católica Shalom, ao lado de  Moysés Louro de Azevedo Filho. Nascida em Fortaleza, Ceará, é casada com Sérgio Cabral Nogueira e mãe de quatro filhos. Desde a fundação da comunidade em 1982, exerce o papel de assessora geral de formação, contribuindo para a espiritualidade e a expansão do carisma Shalom em mais de 30 países.
Autora de diversos livros sobre espiritualidade, oração e estudos bíblicos, como Mãe da Nossa Fé e A Mulher que Muito Amou, Emmir também é reconhecida por suas pregações em eventos como o Festival Halleluya e o Congresso de Jovens Shalom, realizados no Brasil e no exterior.

## Biografia
Maria Emmir nasceu em uma família católica tradicional em Fortaleza, sendo a filha mais velha de seis irmãos. Dos cinco aos vinte anos, viveu no Rio de Janeiro, onde foi educada pelas irmãs Lourdinas e Ursulinas e, na universidade, pelos padres jesuítas. Apaixonada por línguas desde a infância, inicialmente cursou Psicologia na PUC-RJ, mas abandonou o curso para se dedicar às Letras. Após retornar a Fortaleza em 1972, graduou-se em Letras pela Universidade Federal do Ceará (UFC) em 1974 e especializou-se em ensino de inglês para estrangeiros, linguística e fonética como "extended student" da Universidade de Michigan.
Casou-se em 1973 com Sérgio Cabral Nogueira, engenheiro, e, até 1976, sua prática religiosa limitava-se à missa dominical. Nesse ano, a convite do marido, participou de um Cursilho de Cristandade, que marcou um ponto de virada em sua vida espiritual. Em 1977, ela e Sérgio fizeram o Seminário de Vida no Espírito Santo, experiência que aprofundou seu compromisso com a fé e os jovens.

## Carreira e Vocação
Em 1978, Emmir começou a trabalhar com jovens da Arquidiocese de Fortaleza, ao lado de Moysés Azevedo e do jesuíta Pe. Luciano Cimman, no Encontro Nacional e Internacional de Jovens Cristãos (ENINJOCE). Nesse período, também se aproximou dos pobres do bairro Cristo Redentor, em Fortaleza, influenciada pelo teólogo da RCC, Pe. Caetano Minette de Tilesse, e pelo jesuíta Pe. Felipe Prévost, que a orientou na oração e no amor pela Palavra de Deus.
Em 1982, junto com Moysés Azevedo, fundou a Comunidade Shalom, inicialmente com uma lanchonete em Fortaleza para evangelizar jovens. Desde então, dedica-se à formação dos membros da comunidade, escrevendo obras como Enchei-vos, Luz para os Meus Passos e Tecendo o Fio de Ouro, que abordam temas de espiritualidade e cura interior. Suas pregações já alcançaram Europa, Ásia e Estados Unidos, e ela colabora regularmente com a revista Shalom Maná.

## Vida Pessoal
Maria Emmir é casada desde 1973 com Sérgio Cabral Nogueira, com quem tem quatro filhos. Reside em Fortaleza, mas frequentemente viaja para ministrar formações e pregações. Sua devoção a Nossa Senhora, cultivada desde a infância, é um traço marcante de sua espiritualidade, refletido em obras como Mãe da Nossa Fé.

## Legado
Emmir é reconhecida por sua contribuição à formação espiritual na Comunidade Shalom e por sua abordagem acessível à espiritualidade católica. Seus livros e pregações destacam a importância da oração, da Palavra de Deus e do serviço aos pobres, influenciando gerações de jovens e membros da comunidade.

## Obras Selecionadas
- Enchei-vos (Estudo Bíblico)
- Luz para os Meus Passos (Formação Básica)
- Mãe da Nossa Fé (Espiritualidade Mariana)
- A Mulher que Muito Amou: O Segredo da Madalena (Reflexão Bíblica)
- Tecendo o Fio de Ouro (Oração e Cura Interior)
- Como Transformar a Dor em Amor (Espiritualidade do Sofrimento)